# Olov Ramfelt
Johan Olov Ramfelt, född 13 september 1909 i Kvillinge socken, Östergötlands län, död 20 juni 1993 i Söderhamn, var en svensk försäljningschef och kommunalpolitiker.
Efter realexamen i Nyköping 1925 var Ramfelt anställd av AB Wahlund & Grönblad i Stockholm 1926, av Kjellbergs Successors AB 1927–43 (med tjänstgöring vid Statens industrikommission 1942–43) samt som försäljningschef vid Bergvik och Ala AB:s såpavdelning från 1944. 
Ramfeldt var ledamot av Gävleborgs läns landsting 1958–62, Söderhamns stadsfullmäktige från 1958, drätselkammaren från 1958, dess arbetsutskott 1958–62, ledamot av läroverkets och flickskolans lokalstyrelser, skolstyrelsen och tingshusbyggnadsskyldige samt styrelseledamot i stiftelsen Söderhamns stads hyresbostäder.